# Jajarm
Jājarm o Jājrom (in persiano جاجرم‎) è il capoluogo dello shahrestān di Jajarm, circoscrizione Centrale, nella provincia del Khorasan settentrionale.